# John Lie A Fo
John Lie A Fo (Paramaribo, 15 de junio de 1945) es un artista de Surinam. Proviene de una familia con raíces en Surinam y en China. Actualmente vive y trabaja en la Guyana Francesa y los Países Bajos. Se dedica a la pintura, artes gráficos, escultura, utilizando temas propios de la jungla de Surinam. 
Durante la década de 1960 trabajó como músico en Europa. A Lie Fo realizó estudios de arte en la Academia de Bellas Artes de Amberes y en la Free Academy de La Haya. 
En 1974 ingresó al BKR (el sistema de Artistas Visuales) de forma tal de poder dedicarse a tiempo completo al arte. En 1979 Lie A Fo viaja a Surinam. Luego de los Asesinatos de Diciembre regresó a La Haya. A partir de comienzos de la década de 1980, sus obras gráficas han despertado mucho interés, realizando numerosas exhibiciones. 
En diciembre de 1983 se mudó a la Guyana Francesa, que posee un medio ambiente muy similar al de Surinam y que se muestra en sus obras. En forma frecuente regresa a La Haya. Sus obras son sumamente reconocidas en los Países Bajos.
- Datos: Q3929328